# Mapho-ku cshong állomás
Mapho-ku cshong (Mapo-gu cheong) állomás a szöuli metró 6-os vonalának állomása, mely Mapho-ku (Mapo-gu) kerületben található.

## Viszonylatok
| 6-os vonal                            | 6-os vonal | 6-os vonal                            |
| ------------------------------------- | ---------- | ------------------------------------- |
| World Cup Stadion Ungam (Eungam) felé | 6-os vonal | Mangvon (Mangwon) Sinne (Sinnae) felé |